# Holy Fvck
Holy Fvck је осми студијски албум америчке певачице Деми Ловато. Објављен је 19. августа 2022. године за Island Records. Водећи сингл с албума „Skin of My Teeth” објављен је 10. јуна 2022. године. У знак подршке албуму, Ловато је 13. августа 2022. започела турнеју Holy Fvck Tour. Holy Fvck представља повратак њеним коренима када је снимала искључиво рок музику на своја прва два студијска албума, Don't Forget (2008) и Here We Go Again (2009).

## Списак песама
Све песме су написали Деми Ловато, Ворен „Oak” Фелдер, Алекс Најсфоро и Кит „Ten4” Сорелс. Све песме су продуцирали Oak, Алекс Најс и „Ten4”. Додатни текстопсици и продуценти наведени у наставку.
| №               | Назив           | Аутор(и)                                 | Трајање |  |
| 1.              | (и )            | Лора Велц Мајкл Полак Доминик Харисон    | 2.36    |  |
| 2.              |                 | Велц Арон Пакет                          | 2.42    |  |
| 3.              |                 | Велс Џутс                                | 2.40    |  |
| 4.              | (и )            | Велц Рајан Сантијаго                     | 3.00    |  |
| 5.              |                 | Велц Сејлем Ајлиз Даверн                 | 2.34    |  |
| 6.              | 29              | Велц Шон Даглас                          | 2.43    |  |
| 7.              |                 | Велц Џутс Мич Алан                       | 3.49    |  |
| 8.              |                 | Велц Пакет                               | 2.27    |  |
| 9.              |                 | Алан Џутс Даверн                         | 2.51    |  |
| 10.             |                 | Емили Армстронг Сијуси Медли Шон Фрајдеј | 2.31    |  |
| 11.             |                 | Велц Даглас                              | 3.03    |  |
| 12.             |                 | Велц Даглас                              | 3.33    |  |
| 13.             |                 | Велц Сем Елис                            | 2.57    |  |
| 14.             | (и )            | Армстронг Медли Фрајдеј                  | 3.23    |  |
| 15.             |                 | Велц Данијел Ташијан Џеј-Ти Дејли        | 3.13    |  |
| 16.             |                 | Велц Алан Сузан Џојс                     | 3.46    |  |
| Укупно трајање: | Укупно трајање: | Укупно трајање:                          | 47.48   |  |